# Штегеман, Михаэль
Михаэль Штегеман (нем. Michael Stegemann; род. 1956, Оснабрюк) — немецкий музыковед.
Окончил Мюнстерский университет, затем учился в Париже, пройдя в том числе мастер-класс по композиции у Оливье Мессиана. В 1981 г. защитил докторскую диссертацию, посвящённую влиянию Камиля Сен-Санса на жанр французского фортепианного концерта. В 1982—1986 гг. соредактор «Новой музыкальной газеты». Затем на протяжении полутора десятилетий занимался творческой и исследовательской работой. С 2002 г. профессор истории музыки в Дортмундском техническом университете.
Наиболее известен исследованием творческого наследия Гленна Гульда. Опубликовал монографию «Гленн Гульд. Жизнь и творчество» (нем. Glenn Gould - Leben und Werk; 1992, 4 переиздания), поставил несколько радиоспектаклей о пианисте, в том числе «Гленн Гульд и Элизабет Шварцкопф — хроника одной „несчастной любви“» (нем. Glenn Gould und Elisabeth Schwarzkopf – Chronik einer „unglücklichen Liebe“). Опубликовал также монографии об Антонио Вивальди (1983), Камиле Сен-Сансе (1988) и Морисе Равеле (1996), короткие популярные книги о Моцарте и Листе, биографический роман о Франце Шуберте «Я расстался со всеми мечтами» (нем. Ich bin zu Ende mit allen Träumen — строчка из стихотворения В. Мюллера, использованного Шубертом в вокальном цикле «Зимний путь»; 1996). Редактировал научно-критическое издание «Реквиема» Габриэля Форе.